# Nagyecsed

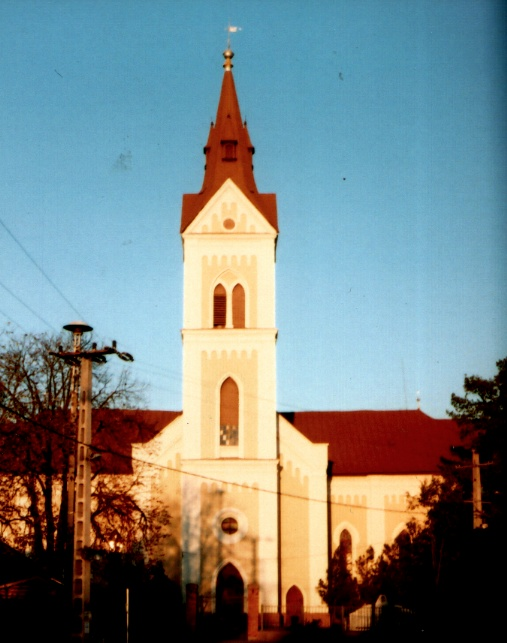
Reformerta kyrkan.

Nagyecsed är en mindre stad i distriktet Mátészalka i provinsen Szabolcs-Szatmár-Bereg i nordöstra Ungern. Nagyecsed hade år 2020 totalt 6 126 invånare.